# Tour Coupole
De Tour Coupole, voorheen Tour CB2 en Tour Elf (1985-1999) en Tour Total-Fina-Elf (1999-2003) en Tour Total, is een kantoorgebouw en wolkenkrabber in Courbevoie, La Défense; het zakendistrict van de agglomeratie Parijs.
Gebouwd in 1985, is het de derde hoogste wolkenkrabber in La Défense na Tour First en Tour Majunga en de vijfde in Frankrijk na Tour First, Tour Montparnasse, Tour Incity en Tour Majunga. De Total Coupole Tower is 190 m hoog. Het dak bevindt zich 187 m boven de grond en ondersteunt een kleine telecommunicatieruimte met een hoogte van ongeveer 3 m.